# František Sisr
František Sisr (República Checa, 17 de março de 1993) é um ciclista checo, membro da equipa Elkov-Kasper.

## Palmarés
- 2015
  - Korona Kocich Gor
  - 3.º no Campeonato da República Checa em Estrada

- 2016
  - 1 etapa do Tour de Bretanha
  - 1 etapa do East Bohemia Tour

- 2018
  - Tour de Drenthe
  - Visegrad 4 Kerekparverseny

- 2019
  - Campeonato de República Checa em Estrada